# ورنر شروتر
ورنر شروتر (آلمانی: Werner Schroeter؛ ۷ آوریل ۱۹۴۵ – ۱۲ آوریل ۲۰۱۰) یک هنرپیشه، کارگردان، فیلم‌نامه‌نویس، فیلم‌بردار، تدوین‌گر، تهیه‌کننده، و نویسنده اهل آلمان بود. فیلم او پالرمو یا وولفسبورگ در ۱۹۸۰، برنده خرس طلایی از جشنواره فیلم برلین شده است.